# Вайт-Голл (Західна Вірджинія)
Вайт-Голл (англ. White Hall) — місто (англ. town) в США, в окрузі Меріон штату Західна Вірджинія. Населення — 700 осіб (2020).

## Географія
Вайт-Голл розташований за координатами 39°25′19″ пн. ш. 80°11′9″ зх. д. / 39.42194° пн. ш. 80.18583° зх. д. (39.421840, -80.185968).  За даними Бюро перепису населення США в 2010 році місто мало площу 2,72 км², з яких 2,72 км² — суходіл та 0,00 км² — водойми.

## Демографія
Згідно з переписом 2010 року, у місті мешкало 648 осіб у 299 домогосподарствах у складі 178 родин. Густота населення становила 238 осіб/км².  Було 313 помешкання (115/км²).
Расовий склад населення:
| - 91,5 % — білих - 3,1 % — азіатів - 2,5 % — чорних або афроамериканців - 0,2 % — корінних американців |

До двох чи більше рас належало 2,5 %. Частка іспаномовних становила 1,9 % від усіх жителів.
За віковим діапазоном населення розподілялося таким чином: 17,9 % — особи молодші 18 років, 66,5 % — особи у віці 18—64 років, 15,6 % — особи у віці 65 років та старші. Медіана віку мешканця становила 40,9 року. На 100 осіб жіночої статі у місті припадало 94,0 чоловіків;  на 100 жінок у віці від 18 років та старших — 94,2 чоловіків також старших 18 років.
Середній дохід на одне домашнє господарство  становив 62 975 доларів США (медіана — 63 333), а середній дохід на одну сім'ю — 74 570 доларів (медіана — 76 250). Медіана доходів становила 55 313 долари для чоловіків та 40 938 доларів для жінок. За межею бідності перебувало 10,8 % осіб, у тому числі 13,2 % дітей у віці до 18 років та 5,6 % осіб у віці 65 років та старших.
Цивільне працевлаштоване населення становило 352 особи. Основні галузі зайнятості: освіта, охорона здоров'я та соціальна допомога — 23,6 %, мистецтво, розваги та відпочинок — 13,1 %, публічна адміністрація — 9,4 %, науковці, спеціалісти, менеджери — 9,4 %.